# Studzieniczne
Szwajcaria – peryferyjna część miasta Suwałki w województwie podlaskim. Stanowi najdalej na północ wysuniętą część miasta wzdłuż ulicy Studzieniczne.
Dawniej odrębna wieś w gminie Jeleniewo w powiecie suwalskim. W 1933 weszło w skład gromady Szwajcaria w gminie Jeleniewo. W latach 1954–59 w gromadzie Prudziszki, 1960–71 w gromadzie Żubryn a w 1972 roku w gromadzie Jeleniewo. W 1973 roku, wraz z reformą gminną, Studzieniczne utworzyło sołectwo w nowo utworzonej gminie Suwałki.
1 grudnia 1981, już jako część Szwajcarii, zostało wraz z nią włączone do Suwałk.